# Qeshlāq-e Yengejeh
Qeshlāq-e Yengejeh (persiska: يِنگِجِۀ دَليكانلو, يِنگِجِۀ قِشلاق, قشلاق ينگجه, Yengejeh-ye Dalīkānlū) är en ort i Iran.   Den ligger i provinsen Östazarbaijan, i den nordvästra delen av landet, 400 km nordväst om huvudstaden Teheran. Qeshlāq-e Yengejeh ligger 2 038 meter över havet och antalet invånare är 374.
Terrängen runt Qeshlāq-e Yengejeh är kuperad. Runt Qeshlāq-e Yengejeh är det ganska glesbefolkat, med 38 invånare per kvadratkilometer. Närmaste större samhälle är Ārmūdāq, 9,9 km sydväst om Qeshlāq-e Yengejeh. Trakten runt Qeshlāq-e Yengejeh består i huvudsak av gräsmarker.